# Rudraksh
Rudraksh – bollywoodzki film science-fiction z 2004 roku w reżyserii Maniego Shankara. W rolach głównych wystąpili Sanjay Dutt, Bipasha Basu, Sunil Shetty i Isha Koppikar. Film ma wiele odniesień do Ramajany, jednego z najsławniejszych eposów Indii.
Film pokazuje czas niepewności, w którym demon Rawana przemawia przez środki przekazu, a rozrywka staje się mantrą przemocy, czas, w którym serca ludzi kamienieją lub zbyt łatwo zapalają się w nienawiści. To historia powrotu na ziemię demona z Ramajany (Sunil Shetty), z którym walczy przejmujący na siebie cierpienia innych uzdrowiciel Varun (Sanjay Dutt). W tej walce dobra ze złem towarzyszą bohaterom piękne dziewczyny (Bipasha Basu i Isha Koppikar).

## Fabuła
Bhuriya (Sunil Shetty) Lali (Isha Koppikar) to para złodziejaszków pracująca przy wykopaliskach. Pewnego dnia w ręce Bhurii trafia rudraksh ("łza Rudry"), talizman, który przemienia go w niewolnika demona Rawany. Bhuria czuje się wzywany do tego, aby podporządkowując świat ludzi demonom odebrać im ich człowieczeństwo. Jego zło unieśmiertelnia się. W 1900 roku zabija Brytyjczyków, w 1993 sieje zamęt w Mumbaju wcielając się to w wzywającego do rzezi hinduskiego fundamentalistę, to w nawołującego do odwetu fanatyka muzułmańskiego. By w pełni zrealizować swój plan pogrążenia świata w zamęt, próbuje do pomocy pozyskać obdarzonego ogromem sił duchowych Varuna (Sanjay Dutt). Bhuria używa swej energii, aby niszczyć, Varun, aby leczyć, uwalniać ludzi od cierpienia. Bhuria pragnie użyć dobrej energii Varuna, wykorzystać go w dziele zniszczenia, ale wspierany przez eksperymentującą w świecie ducha dr Gayatri (Bipasha Basu) Varun zaczyna walczyć broniąc człowieczeństwa w ogarniętym doktryną nienawiści świecie.

## Obsada
- Sanjay Dutt	 ... 	Varun
- Bipasha Basu	... 	Dr. Gayetri
- Sunil Shetty	... 	Bhuria
- Isha Koppikar	... 	Lali
- Kabir Bedi	... 	Ved Pujan
- Rajendranath Zutshi	...    szaleniec
- Amitabh Bachchan	... 	narrator
- Agnes Darenius	... 	Suzy
- Veerendra Saxena	... 	strażnik

## Muzyka i piosenki
Muzykę do filmu skomponowało trio Shankar-Ehsaan-Loy.
- Ishq Khudai
- Ishq Hai Nasha Nasha
- Kya Dard Hai
- Dil Ki Aahen
- Bole Dole
- Rudraksh
- Rak Rak Rak
- Ishq Khudai (Remix)
- Kya Dard Hai - Instrumentalny utwór